# Compans
Compans település Franciaországban, Seine-et-Marne megyében. Lakosainak száma 821 fő (2022. január 1.). Compans Saint-Mesmes, Thieux, Gressy, Messy és Mitry-Mory községekkel határos.

## Népesség
A település népességének változása:
| Lakosok száma | 792  | 795  | 806  | 808  | 811  | 815  | 816  | 820  | 821  |
|               | 2013 | 2015 | 2016 | 2017 | 2018 | 2019 | 2020 | 2021 | 2022 |